# Pena di morte in Vietnam
La pena di morte in Vietnam è una sanzione speciale che viene comminata ai soggetti che commettono gravi reati.
La pena capitale non può essere applicata ai giovani, alle donne incinte e donne che allattano i bambini sotto i 36 mesi al momento della commissione del reato o del tentativo di reato. In questi casi deve essere applicata la pena dell'ergastolo.